# Cornu (instrument)
Pour les articles homonymes, voir Cornu.

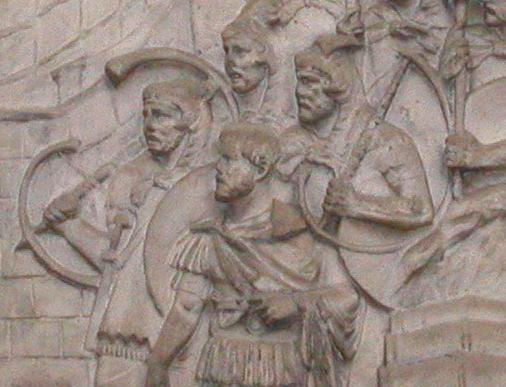
Cornus

Le cornu est un instrument de musique à vent. Il est d'origine étrusque. C'est un instrument militaire utilisé par les Romains.

## Description
Le cornu est un cor muni d'une barre transversale.

### Documentaires
- Documentaire : À la recherche de la musique de l'Antiquité, à partir de 43 minutes 15 secondes, réalisation : Bernard George, France, 2021, diffusé sur Arte :